# PowerPC 620
PowerPC 620 – 64-bitowy mikroprocesor implementujący założenia architektury PowerPC oraz podzbiór założeń architektury POWER.

## Charakterystyka
- data wprowadzenia na rynek: wrzesień 1994
- technologia produkcji: 0,50 µm.
- liczba tranzystorów: 7 mln
- powierzchnia układu: 311 mm²
- częstotliwość zegara: 133 MHz
- szyna danych: adresowa – 40 bit, danych – 128 bit (2 × 64 bit)
- napięcie zasilania: 3,3 V
- rozmiar pamięci cache:
  - L1: 32 KB – instrukcje, 32 KB – dane
  - L2: 128 KB
- wydajność: SPECint92: 225 / SPECfp92: 300